# Ilex brasiliensis
Ilex brasiliensis là một loài thực vật có hoa trong họ Aquifoliaceae. Loài này được (Spreng.) Loes. mô tả khoa học đầu tiên năm 1897.